# キース・グレッドヒル
キース・グレッドヒル（Keith Gledhill, 1911年2月16日 - 1999年6月2日）は、アメリカ・カリフォルニア州サンタバーバラ出身の男子テニス選手。1933年の全豪選手権男子シングルス準優勝者。ダブルスではエルスワース・バインズと組み、1932年全米選手権と1933年全豪選手権の男子ダブルスで優勝した。

## 来歴
グレッドヒル家の詳細な家系図によると、古くは13世紀にまでさかのぼる名家として知られ、子孫はイギリスからアメリカやカナダに移り住み、キースは「デーブ・グレッドヒルの家系図」の7代目として、1911年2月16日にカリフォルニア州サンタバーバラで生まれた。トップページから“Gledhill Odds & Ends from Around the World”の欄をクリックすると、2番目に出てくる名前がテニス選手のキース・グレッドヒルである。キースの父親ウィリアム・エドウィン・グレッドヒルは、彼が生まれた頃にはサンタバーバラで写真関連のビジネスに携わっていた。そのような家庭に育ったキースは、早くから恵まれた環境の中でテニスを学んだ。彼のテニスは、強力なサーブと敏捷なネット・ダッシュを最も得意にするスタイルだった。
キース・グレッドヒルは、同じアメリカのエルスワース・バインズとダブルスを組んで2つのグランドスラム・タイトルを獲得し、1932年全米選手権と1933年全豪選手権の男子ダブルスで優勝した。1932年全米選手権の男子ダブルス決勝では、2人は当時の男子テニス界で最も優れたダブルスコンビとして知られていたウィルマー・アリソン&ジョン・バン・リン（この組もアメリカペア）を 6-4, 6-3, 6-2 のストレートで圧倒した。1933年、グレッドヒルはバインズ、アリソンらとともに、アメリカ人選手として1933年全豪選手権に遠征し、男子シングルス・男子ダブルスの2部門で決勝に勝ち進んだ。男子シングルス準々決勝でハリー・ホップマン、準決勝でビビアン・マグラスを破った彼は、決勝で1931年からの3連覇を狙うジャック・クロフォードと対戦した。グレッドヒルが第1セットを先取した後、クロフォードがグレッドヒルのプレースタイルに慣れてきて、グレッドヒルは 6-2, 5-7, 3-6, 2-6 でクロフォードに敗れ、この大会の男子シングルス準優勝者になった。男子ダブルス決勝では、グレッドヒルとバインズがクロフォードとエドガー・ムーンの組を 6-4, 10-8, 6-2 のストレートで倒した。他のグランドスラム・イベントでシングルスの好成績が少なかったこともあり、彼のテニスについては（家系図に比べて）調べられる資料が少ない。
1967年、キースの父親エドウィン・グレッドヒルが「サンタバーバラ歴史博物館」構内に「グレッドヒル・ライブラリー」という歴史博物館を建設した。キースの母親が1935年に死去した後、エドウィンは再婚した妻とともに歴史的建造物の保存に携わり、1976年に亡くなるまでこの仕事を続けた。グレッドヒル・ライブラリー建設者の息子は、75歳を迎えた1986年の「全米シニアハードコート・ダブルス選手権」優勝までテニスコートに立ち続け、60年間にわたってプレーを続行した。1999年6月2日、キース・グレッドヒルは故郷のサンタバーバラで88歳の長寿を全うした。

## 主な成績
- 全豪選手権 男子シングルス準優勝・男子ダブルス優勝：1933年
- 全米選手権 男子ダブルス：1勝（1932年）